# Diego Cristo
Diego Conrado de Cristo (Ponta Grossa, 26 de abril de 1979) é um ator e modelo brasileiro.

## Carreira
Em 1996, aos dezessete anos, foi descoberto por um produtor de moda e começou a carreira como modelo, mudando-se em pouco tempo para a Europa e desfilando para grifes como Valentino e Carlo Pignatelli. Em 2004 fez sua primeira participação como ator na telenovela Da Cor do Pecado. Em 2007 retornou ao Brasil de forma fixa quando passou nos testes da Rede Record para fazer parte do elenco da novela Caminhos do Coração, no papel do mutante Hélio, que foi infectado por um leão e se transformava em fera. Diego reprisou o papel no elenco fixo da novela Os Mutantes: Caminhos do Coração que foi exibida pela Rede Record. Em 2009, na Rede Globo, Diego fez parte do elenco da telenovela Caras & Bocas. 
No dia 14 de setembro de 2014, Diego foi confirmado como um dos participantes da sétima temporada do reality show A Fazenda que é exibido pela Rede Record. Após quase um mês de confinamento, ele foi o segundo eliminado da competição. Em agosto de 2015, Diego estreou como ator teatral no espetáculo 10 Coisas que Eu Amo em Você, do autor Marcio Motta, com direção de Antonio Vanfill.                               Em 2017, Diego participou, junto com a sua esposa Lorena Bueri  da segunda temporada do reality show Power Couple Brasil que é exibido pela RecordTV. O casal acabou ficando em 10.º lugar na competição.

## Vida pessoal
Diego é pai de João Arthur e Gael, o primeiro filho de seu relacionamento com a modelo Michele Birkheuer, irmã de Letícia Birkheuer, e o segundo de seu relacionamento com a modelo francesa Caroline Laure-Dislaire. Em 2014, durante o confinamento do reality show A Fazenda, Diego conheceu a modelo Lorena Bueri , no qual logo eles passaram a ter um relacionamento amoroso. Depois dos dois terem saído do confinamento do reality show, o relacionamento amoroso do casal prosperou e logo passaram a viver juntos. 

## Filmografia

### Televisão
| Ano  | Título              | Personagem                 | Notas                                     |
| ---- | ------------------- | -------------------------- | ----------------------------------------- |
| 2004 | Da Cor do Pecado    | Wolney Pavão               | Episódio: "11 de maio"                    |
| 2007 | Caminhos do Coração | Hélio Bezerra              |                                           |
| 2008 | Os Mutantes         | Hélio Bezerra              |                                           |
| 2009 | Caras & Bocas       | Dino                       |                                           |
| 2010 | S.O.S. Emergência   | Flávio                     | Episódio: "Várias Vezes ao Dia"           |
| 2010 | As Cariocas         | Vizinho de Júlia           | Episódio: "A Adúltera da Urca"            |
| 2011 | Insensato Coração   | Felipe Augusto Campos Melo | Episódios: "28 de janeiro–2 de fevereiro" |
| 2012 | Louco por Elas      | Lipe                       | Episódio: "Léo enfrenta ex-rival"         |
| 2012 | Salve Jorge         | Ex-marido de Bianca        | Episódio: "1 de novembro"                 |
| 2013 | Domingão do Faustão | Borracheiro                | Quadro: Tem Gente Atrás                   |
| 2013 | Saramandaia         | Vantuil                    |                                           |
| 2013 | Além do Horizonte   | Sérgio Leme                |                                           |
| 2014 | Dupla Identidade    | Homem que sai com Vera     | Episódio: "26 de setembro"                |
| 2014 | A Fazenda           | Participante               | Temporada 7                               |
| 2016 | Carinha de Anjo     | Osmar                      | Episódios: "2–23 de dezembro"             |
| 2017 | Power Couple Brasil | Participante               | Temporada 2                               |
| 2021 | Aruanas             | Assediador                 | 1 episódio                                |

### Cinema
| Ano  | Título                 | Personagem |
| ---- | ---------------------- | ---------- |
| 2008 | Rinha                  | Jairo      |
| 2010 | Muita Calma Nessa Hora | Gabriel    |

## Teatro
| Ano  | Título                       | Personagem |
| ---- | ---------------------------- | ---------- |
| 2015 | 10 Coisas que Eu Amo em Você | Felipe     |